# Silenites
Silenites is een geslacht van uitgestorven kreeftachtigen uit de klasse van de Ostracoda (mosselkreeftjes).

## Soorten
- Silenites arcuatus Rome, 1971 †
- Silenites asymmetricus Cooper, 1946 †
- Silenites bispinosus Jordan, 1964 †
- Silenites circumcisus (Jones & Kirkby, 1879) Robinson, 1978 †
- Silenites contractus Rome, 1971 †
- Silenites dubius Wang (Shang-Qi), 1988 †
- Silenites elongatus Rome, 1971 †
- Silenites faba (Coryell & Osorio, 1932) Coryell & Booth, 1933 †
- Silenites fabalis Cooper, 1946 †
- Silenites gallowayi (Coryell & Osorio, 1932) Coryell & Booth, 1933 †
- Silenites grayi (Crespin, 1945) Sohn, 1960 †
- Silenites hubeiensis Sun (Quan-Ying), 1984 †
- Silenites limatus Guan, 1978 †
- Silenites margaretensis Crasquin, 1985 †
- Silenites marginiferus (Geis, 1932) Morey, 1936 †
- Silenites mui (Shi, 1960) Shi, 1987 †
- Silenites opimus (Cooper, 1941) Sohn, 1960 †
- Silenites postacutus Sun (Quan-Ying), 1984 †
- Silenites postobliquus Zhou & Liu, 1987 †
- Silenites qiligouensis Zhou & Liu, 1987 †
- Silenites rudolphi (Kummerow, 1939) Sohn, 1960 †
- Silenites sasaknaformis Shi, 1987 †
- Silenites silenus Coryell & Booth, 1933 †
- Silenites subfabalis Zhang (Li-Jun), 1987 †
- Silenites suborthis Yi, 1993 †
- Silenites subquadratus Wang & Liu, 1992 †
- Silenites subroundus (Hou, 1954) Yi, 1993 †
- Silenites subsymmetricus Shi, 1987 †
- Silenites symmetricus Kummerow, 1953 †
- Silenites taiyuanensis Zhou & Liu, 1987 †
- Silenites testatus (Chen, 1958) Chen & Bao, 1986 †
- Silenites tewoensis Shi & Wang, 1987 †
- Silenites texanus (Harlton, 1929) Sohn, 1960 †
- Silenites triangularis Rome, 1971 †
- Silenites unicostus Chen & Bao, 1986 †
- Silenites warei Morey, 1936 †